# Monti Marsicani
Monti Marsicani je menší pohoří na jihu Abruzza, ve střední části Itálie. Je součástí západní části Abruzských Apenin. Nejvyšší horou pohoří je Monte Greco (2 285 m). Více známou horou je však Monte Marsicano
(2 242 m), který leží v centrální části Národního parku Abruzzo, Lazio, Molise, nad obcemi Pescasseroli a Opi. Pohoří je tvořeno vápencem z období druhohor.